# 수원지방법원

(구)수원지방법원 청사

수원지방법원(水原地方法院)은 경기도 남부의 수원시, 화성시, 오산시, 용인시를 관할하는 대한민국의 지방법원이다. 단, 수원지법에서의 소년보호 사건을 제외한 사건은 수원지방법원 산하 지원 관할에 포함된다. 2019년 2월 25일 수원시 영통구 원천동 소재였던 법원 본원이 광교신도시에 있는 수원시 영통구 법조로 105 (하동)의 신청사로 이주하여 업무를 시작하였다. 같은 해 3월 15일부로 수원고등법원도 광교에 들어섰다.

## 소재지
- 본원: 경기도 수원시 영통구 법조로 105 (하동)
  - 오산시법원: 경기도 오산시 법원로 65 (궐동)
  - 용인시법원: 경기도 용인시 처인구 성산로 7 (역북동)
- 성남지원: 경기도 성남시 수정구 산성대로 451 (단대동)
  - 광주시법원: 경기도 광주시 행정타운로 49-15 (송정동)
- 여주지원: 경기도 여주시 세종로45번길 25 (상동)
  - 이천시법원: 경기도 이천시 구만리로 308 (안흥동)
  - 양평군법원: 경기도 양평군 양평읍 양근로 154
- 평택지원: 경기도 평택시 평남로 1036 (동삭동)
  - 안성시법원: 경기도 안성시 안성맞춤대로 1188 (당왕동)

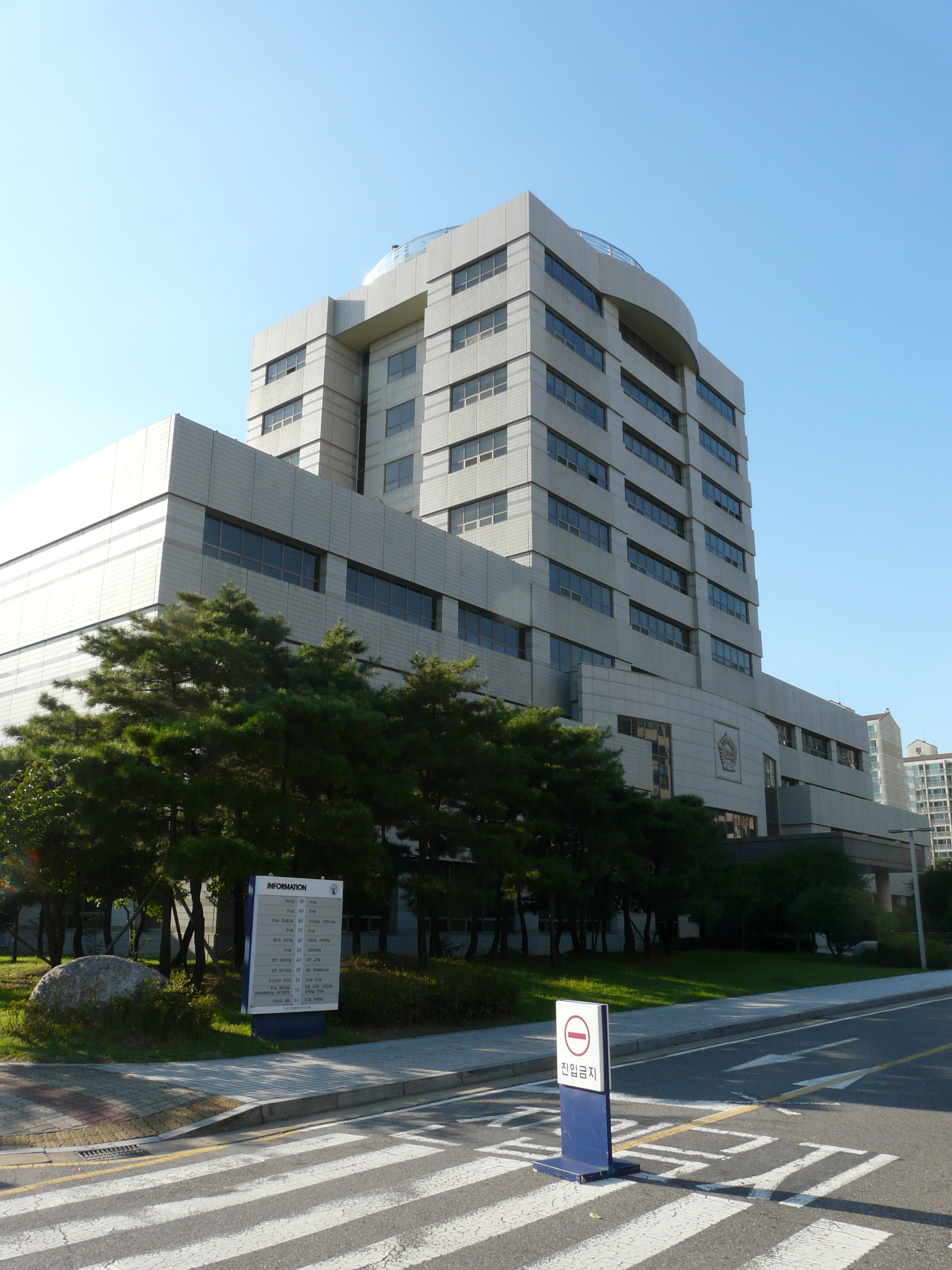
수원지방법원 안산지원

- 안산지원: 경기도 안산시 단원구 광덕서로 75 (고잔동)
  - 광명시법원: 경기도 광명시 철산로 3-16 (철산동)
- 안양지원: 경기도 안양시 동안구 관평로212번길 70 (관양동)

## 관할 구역
- 수원지법(본원) 관할: 수원시, 화성시, 오산시, 용인시
- 성남지원 관할: 성남시, 광주시, 하남시
- 여주지원 관할: 여주시, 양평군, 이천시
- 평택지원 관할: 평택시, 안성시
- 안산지원 관할: 안산시, 광명시, 시흥시
- 안양지원 관할: 안양시, 군포시, 의왕시, 과천시

## 관할 등기소
- 수원지법 (본원)
  - 동수원등기소
  - 장안등기소
  - 양평등기소
  - 이천등기소
  - 용인등기소
  - 안성등기소
  - 화성등기소
  - 송탄등기소
- 성남지원
  - 등기과
  - 분당등기소
  - 광주등기소
  - 하남등기소
- 여주지원
  - 등기계
- 평택지원
  - 등기과
- 안산지원
  - 등기과
  - 광명등기소
  - 시흥등기소
- 안양지원
  - 안양등기소[1]

## 역대 법원장
| 순번 | 이름   | 재임 기간                          | 비고  |
| ---- | ------ | ---------------------------------- | ----- |
| 초대 | 전상석 | 1979년 9월 1일 ~ 1980년 8월 20일   | [ 2 ] |
| 2대  | 김홍근 | 1980년 8월 21일 ~ 1981년 4월 20일  |       |
| 3대  | 이병후 | 1981년 4월 21일 ~ 1982년 3월 18일  |       |
| 4대  | 고정근 | 1982년 3월 19일 ~ 1983년 8월 31일  |       |
| 5대  | 황선당 | 1983년 9월 1일 ~ 1985년 3월 13일   |       |
| 6대  | 김윤경 | 1985년 3월 14일 ~ 1986년 4월 19일  |       |
| 7대  | 윤영철 | 1986년 4월 20일 ~ 1988년 7월 11일  |       |
| 8대  | 이시윤 | 1988년 7월 20일 ~ 1988년 9월 14일  |       |
| 9대  | 심의섭 | 1988년 10월 1일 ~ 1991년 2월 14일  |       |
| 10대 | 윤상목 | 1991년 2월 ~                       |       |
| 11대 | 김영진 | 1991년 9월 ~ 1992년 8월            |       |
| 12대 | 김헌무 | 1992년 8월 ~ 1993년 10월           |       |
| 13대 | 김형선 | 1993년 10월 15일 ~ 1994년 7월      |       |
| 14대 | 안문태 | 1994년 7월 21일 ~ 1995년 2월 28일  |       |
| 15대 | 윤재식 | 1995년 3월 1일 ~ 1997년 9월 21일   |       |
| 16대 | 이용우 | 1997년 9월 22일~ 1998년 8월 23일   |       |
| 17대 | 조용완 | 1998년 8월 24일 ~ 1999년 10월 10일 |       |
| 18대 | 김대환 | 1999년 10월 11일 ~ 2000년 7월 20일 |       |
| 19대 | 김경일 | 2000년 7월 21일 ~ 2001년 9월 6일   |       |
| 20대 | 김동건 | 2001년 9월 7일 ~ 2003년 2월 11일   |       |
| 21대 | 최병학 | 2003년 2월 12일 ~ 2004년 2월 10일  |       |
| 22대 | 이흥복 | 2004년 2월 11일 ~ 2004년 8월 11일  |       |
| 23대 | 이창구 | 2004년 8월 12일 ~ 2005년 2월 13일  |       |
| 24대 | 이홍훈 | 2005년 2월 14일 ~ 2005년 11월 3일  |       |
| 25대 | 이동흡 | 2005년 11월 4일 ~ 2006월 8월 23일  |       |
| 26대 | 신영철 | 2006년 8월 24일 ~ 2008년 2월 12일  |       |
| 27대 | 김진권 | 2008년 2월 13일 ~ 2009년 2월 8일   |       |
| 28대 | 이재홍 | 2009년 2월 9일 ~ 2010년 2월 10일   |       |
| 29대 | 최병덕 | 2010년 2월 11일 ~ 2012년 2월 15일  |       |
| 30대 | 서기석 | 2012년 2월 16일 ~ 2013년 2월 13일  |       |
| 31대 | 김병운 | 2013년 2월 14일 ~ 2014년 2월 12일  |       |
| 32대 | 성낙송 | 2014년 2월 13일 ~ 2016년 2월 10일  |       |
| 33대 | 이종석 | 2016년 2월 11일 ~ 2018년 2월 12일  |       |
| 34대 | 윤준   | 2018년 2월 13일 ~ 2020년 2월       |       |
| 35대 | 허부열 | 2020년 2월 ~ 2022년 2월            |       |
| 36대 | 이건배 | 2022년 2월 ~ 2024년 2월 4일        |       |
| 37대 | 김세윤 | 2024년 2월 5일 ~                   |       |